# Nematocida parisii
Nematocida parisii, o nematóide assassino de Paris, é uma espécie de fungo Microsporidia. É encontrado em isolados selvagens de Caenorhabditis elegans. A espécie se replica no intestino de C. elegans. Após aderir à parede intestinal, o fungo inicia seu ciclo de vida em dois estágios antes de deixar o hospedeiro.

## Infecção
N. parisii é um parasita intracelular transmitido exclusivamente horizontalmente de um animal para outro, mais comumente pela boca ou pelas fezes. Assim que a N. parisii entra no intestino, forma pequenos micróbios ovóides que fazem com que a parede intestinal fique mais texturizada. Os pequenos micróbios tornam-se esporos e deixam buracos na parede intestinal. É provável que os esporos microsporidianos saiam das células ao romper uma estrutura citoesquelética conservada no intestino, chamada teia terminal.

## Anatomia
Existem dois estágios de vida de N. parisii, que incluem o estágio de esporo e o estágio de meronte. Os esporos têm uma parede celular volumosa para ajudá-los a viver fora da célula hospedeira durante a transmissão. Os esporos incluem um tubo polar que auxilia na infecção da célula hospedeira. O tubo ajuda o esporoplasma a entrar na célula hospedeira, virando-se do avesso para que o esporoplasma fique perto o suficiente da célula hospedeira para infectá-lo. O esporoplasma passa a ser o mérito, que se transforma em mais esporos após a infecção dentro da célula hospedeira. Uma vez que os esporos atingiram seu estágio maduro, eles podem ser liberados para transmissão para infectar outro hospedeiro. Como o tamanho do genoma é pequeno e há muito poucas vias metabólicas, N. parisii precisa de seu hospedeiro para sobreviver.

## Novas espécies
O sistema N. parisii–C. elegans representa uma ferramenta muito útil para estudar os mecanismos de infecção de parasitas intracelulares. Além disso, uma nova espécie de microsporidia foi encontrada recentemente em C. elegans capturado de forma selvagem que o sequenciamento do genoma coloca no mesmo gênero Nematocida como microsporidia anterior visto nesses nematóides. Essa nova espécie foi chamada de Nematocida displodere, em homenagem a um fenótipo observado em vermes infectados tardiamente que explodem na vulva para liberar esporos infecciosos. N. displodere mostrou infectar uma ampla gama de tecidos e tipos de células em C. elegans, incluindo a epiderme, músculo, neurônios, intestino, células de costura e celomócitos. Estranhamente, a maioria das infecções intestinais não atinge os estágios posteriores do parasita, enquanto a infecção muscular e epidérmica se desenvolve.